# 알드라이브
알드라이브는 알툴즈 제품군에 속하는 소프트웨어 가운데 하나로서, 이스트소프트에서 개발한 FTP 클라이언트 소프트웨어이다. 과거 알FTP는 FTP 서버와 클라이언트 기능을 모두 제공했던 반면, 알드라이브는 FTP 클라이언트만 제공되며 서버 기능은 알FTP 서버로 분리되었다. 서버와 클라이언트 간의 파일을 송수신할 수 있게 하는 것이 주된 기능이다.
알FTP는 윈도우 98, 윈도우 미, 윈도우 2000을 지원하지만, 알드라이브는 윈도우 XP 이상의 운영 체제만 지원한다. 현재 공식 사이트에서 알FTP는 한국어 버전은 제공되지 않으며, 영어 버전과 일본어 버전만 제공된다.

## 알FTP 서버
현재 알FTP 서버는 알툴즈 기본 제품군에 속해 있지는 않지만, 정식 제품화되지 않은 베타 프로그램을 선보이고 있는 알툴즈Lab(ESTLab)을 통해 제공된다. 윈도우 XP, 7 이상을 지원하며 2013년 3월 4일 1.0이 출시되었다.

## 같이 보기
- 알집
- 이스트소프트